# Béroe (ninfa)
Béroe é uma ninfa oceânide da mitologia grega, que teria nascido em Beirute na Fenícia, hoje capital do Líbano que têm seu nome. Pela sua beleza, ela foi cortejada pelos deuses Dionísio e Posídon, sendo o vencedor este último que a tomou como consorte. Béroe foi descrita como uma filha de Afrodite e Adônis,[carece de fontes?] talvez refletindo um mito local, que a fez a filha dos deuses fenícios, Astarte e Adon.